# Анаполис (Мериленд)
Вижте пояснителната страница за други значения на Анаполис.
Ана̀полис (на английски: Annapolis) е град в САЩ, столица на щата Мериленд.

## География
Има обща площ от 19,7 km² и население от 36 217 жители според преброяването през 2004 г.
Градът е разположен между град Балтимор и федералната столица Вашингтон.

## Известни личности
Починали в Анаполис
- Чарли Бърд (1925 – 1999), китарист

## Побратимени градове
- Дъмфрийс, Шотландия